# Virdžina
Virdžina (Вирџина) – jugosłowiańsko-francuski dramat filmowy z 1991 roku w reżyserii Srđana Karanovicia.

## Opis fabuły
Koniec XIX wieku, mała wyizolowana wioska nad Morzem Adriatyckim. Według silnej tu tradycji patriarchalnej panuje przekonanie, iż brak syna źle wróży dla rodziny, którą uważa się wtedy za wyklętą. Odwrócić zły los może tylko jedno: traktowanie jednej z córek jak chłopca. Taką córką jest tytułowa Virdžina, którą zmuszono do bycia chłopcem.

## Realizacja filmu
Film Srđana Karanovića wyznaczał symboliczny koniec pewnej epoki w historii kinematografii na Bałkanach. Powstawał w koprodukcji Belgradu i Zagrzebia, z mieszaną ekipą aktorską. Scenariusz napisał Karanović wspólnie z chorwackim reżyserem Rajko Grliciem. Ujęcia były kręcone w krajobrazie serbskich enklaw w Chorwacji, m.in. we wsi Polača (żupania szybenicko-knińska). Film został ukończony z trudem, ponieważ wówczas rozpoczęły się pierwsze starcia zbuntowanych Serbów z chorwacką armią. Film Virdžina stał się więc ostatnim filmem jugosłowiańskim.

## Obsada aktorska
- Sladjana Babic[2]
- Igor Bjelan
- Slobodan Milovanovic
- Marta Keler jako Stevan
- Ina Gogalova jako Dostana
- Miodrag Krivokapic jako Timotije
- Vjenceslav Kapural
- Nada Gacesic

## Nagrody i nominację
- 1991: Europejska Nagroda Filmowa dla Marty Keler w kategorii najlepsza europejska drugoplanowa aktorka roku
- 1992: Złota Palma dla Srđana Karanovicia podczas Festiwalu Kina Śródziemnomorskiego w Walencji[2]